# Gołąbek alpejski
Gołąbek alpejski (Russula pascua (F.H. Møller & Jul. Schäff.) Kühner) – gatunek grzybów należący do rodziny gołąbkowatych (Russulaceae).

## Systematyka i nazewnictwo
Pozycja w klasyfikacji według Index Fungorum: Russula, Russulaceae, Russulales, Incertae sedis, Agaricomycetes, Agaricomycotina, Basidiomycota, Fungi.
Po raz pierwszy opisali go w 1940 roku Friedrich Alfred Möller i Julius Schäffer, jako odmianę gołąbka śledziowego (Russula xerampelina var. pascua). W 1975 r. Robert Kühner podniósł go do rangi gatunku. W 2003 r. Władysław Wojewoda zarekomendował polską nazwę gołąbek alpejski.

## Występowanie i siedlisko
Podano jego stanowiska w Ameryce Północnej, Europie i Azji. W Polsce do 2003 r. podano jedno stanowisko w Tatrzańskim Parku Narodowym, w późniejszych latach podano następne.
Naziemny grzyb mykoryzowy występujący wysoko w górach, wśród krzewinek wierzby alpejskiej, wierzby żyłkowanej i wierzby zielnej.